# 馬丁·斯潘尼爾斯
馬丁·斯潘尼爾斯（Martin Brian Spanjers，1987年2月2日—）是美國的一位演員。他最著名的作品是在ABC情景喜劇八項注意中的Rory Hennessy角色。他在2004年獲得青年藝術家獎。斯潘尼爾斯出生在圖森。 